# Pseudomesauletes gamoensis
Pseudomesauletes gamoensis là một loài bọ cánh cứng trong họ Rhynchitidae. Loài này được Marshall miêu tả khoa học năm 1954.